# یوری صافاریان
یوری صافاریان (ارمنی: Յուրի Աշոտի Սաֆարյան؛  زادهٔ ۱۷ سپتامبر ۱۹۳۷ - درگذشته ۲۳ اوت ۲۰۲۲) یک معمار اهل ارمنستان بود.

## زندگی‌نامه
در ۱۷ سپتامبر ۱۹۳۷ در ایروان به دنیا آمد و از دانشگاه ملی پلی‌تکنیک ارمنستان فارغ‌التحصیل شد. وی همچنین برنده دانشمند شایسته جمهوری ارمنستان و مدال موسس خورناتسی شده است. وی در ۲۳ اوت ۲۰۲۲ در سن ۸۴ سالگی درگذشت.